# Монокорд
Монокордът е акустичен инструмент, съставен от единична струна, опъната над резонаторна камера, и подвижен мост, позволяващ с притискане на струната към него да се регулира нейната трептяща дължина.
Монокордът е известен още в древен Шумер, а в Древна Гърция се използва за измерване на музикалните интервали. През Средновековието започва да се използва и като чисто музикален инструмент. По-късно към него се добавят клавиши и допълнителни струни и инструментът се развива в клавикорд.